# Serviettenknödel

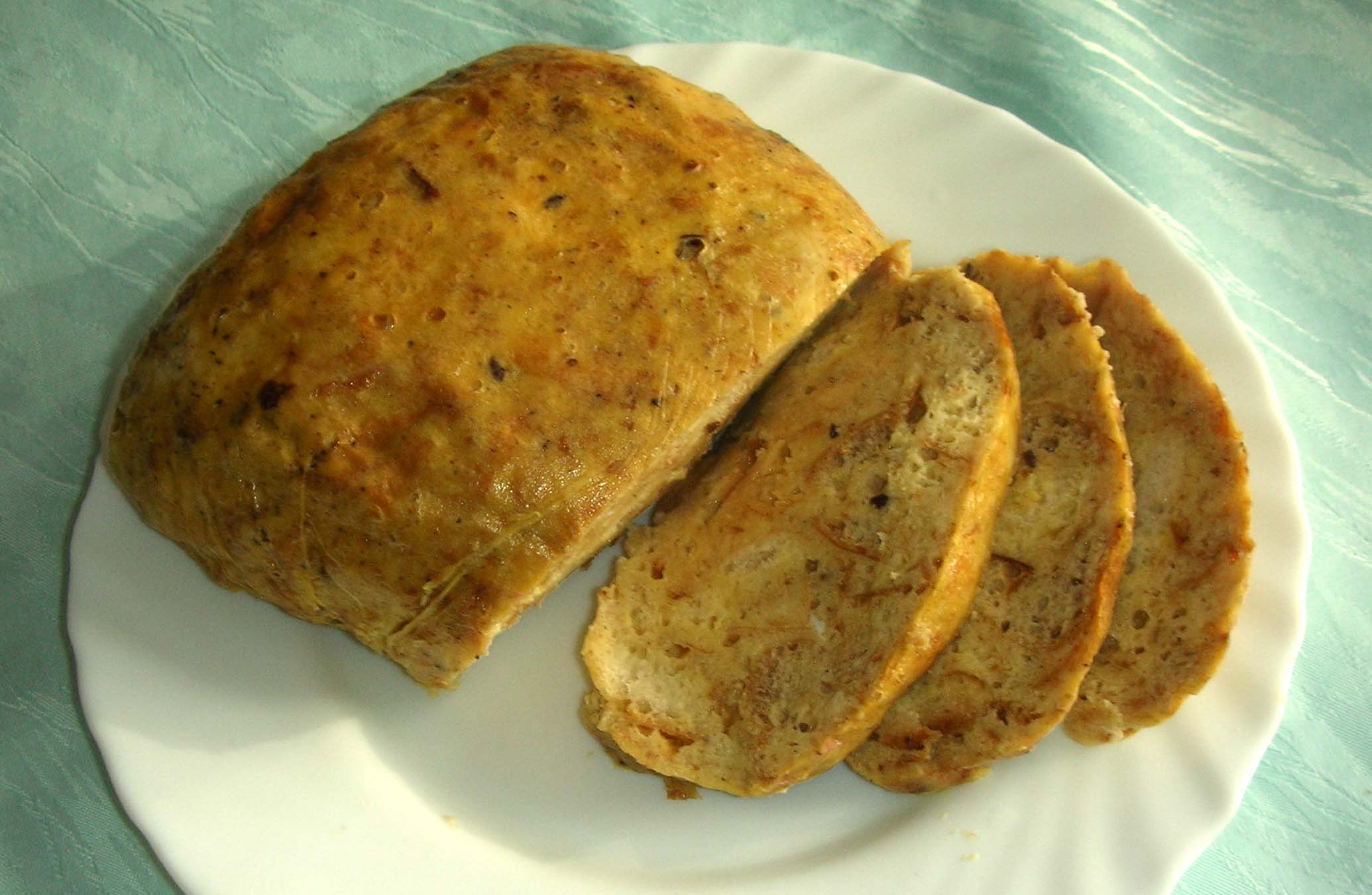
Serviettenkloß nach Thüringer Rezept

Serviettenknödel bzw. Serviettenklöße sind eine in ihrer Teigmasse den Semmelknödeln ähnliche Speise der mitteleuropäischen Küche, die vor allem als Beilage, aber auch als Hauptgericht oder Nachspeise (diese meist als süße Mehlspeise) serviert wird.
Es gibt viele regional stark abweichende Rezepte, sowohl in der Zubereitungsart als auch in der verwendeten Teigmasse, die die ganze Spannweite der Kloßteige einschließt bezüglich Grundmasse, Treibmitteln und verwendeten Gewürzen.

## Teig
Verwendet werden Semmelknödelteige und Mehlteige, diese auch mit Hefe als Treibmittel. Serviettenknödel werden manchmal auch gefüllt, wozu man den Teig ausrollt und die Knödel aus Dreiecken formt. Nach südthüringischer und oberfränkischer Tradition stellt man Serviettenklöße nur aus Semmelteig her.

## Garmethoden

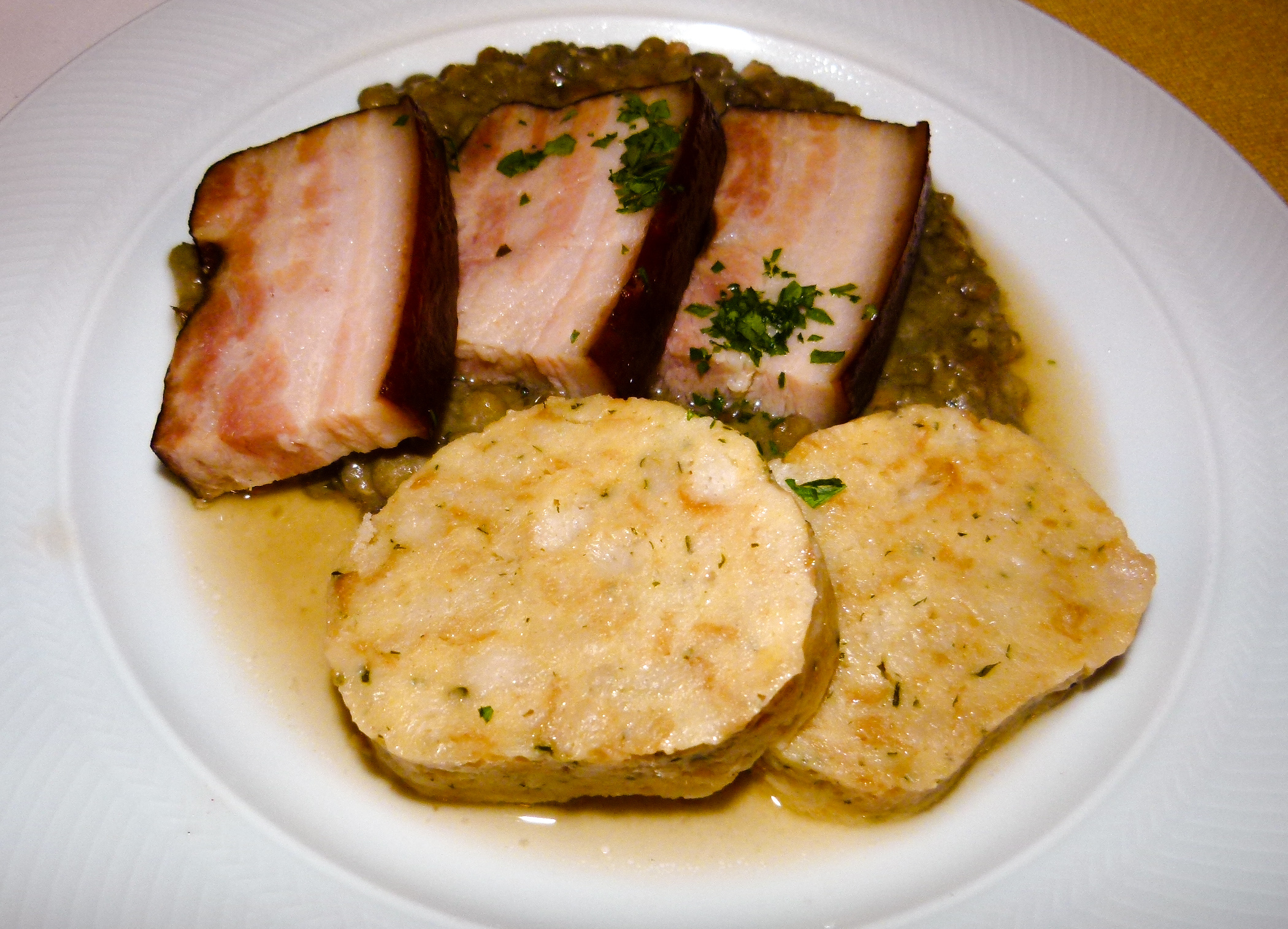
Wiener Kaiserfleisch mit Specklinsen und Serviettenknödel

In Österreich, Oberfranken und Böhmen ist es üblich, die Knödel in Tücher einzuwickeln und im Wasser zu kochen. Diese Zubereitungsart nennt man in Böhmen Knedlíky uvařené v ubrousku (Knödel gekocht in einer Serviette) oder Knedlíky uvařené vídenským způsobem (Knödel gekocht nach Wiener Art). Im Unterschied dazu werden böhmische Knödel nur in Wasser gegart.
In der süddeutschen Küche wird der Teig eingeschlagen in einer Serviette oder einem anderen Leinentuch im Wasserdampf gegart, also über dem kochenden Wasser. Hierfür gibt es Topfeinsätze aus Metall.
Die verwendeten Tücher werden (wie beispielsweise auch Strudeltücher) üblicherweise ohne Verwendung von Seife oder Waschmitteln gewaschen und als Kochwäsche ausgekocht und desinfiziert oder müssen so oft geschwemmt werden, bis kein Seifenschaum oder Geruch mehr erkennbar ist.

## Vorlage
Nach dem Garen und einigen Minuten Ruhezeit werden die Knödel mit einem Zwirnfaden oder einem Messer geschnitten.
Serviettenknödel werden vor allem zu saucenreichen Gerichten serviert, wie z. B. zu Wildgulasch oder Schmorbraten, auch zu gedünstetem Obst. Die großen Anschnittflächen binden Flüssigkeit gut, sowohl Saucen als auch Gemüsewasser. In Großküchen sind Serviettenknödel aus Semmelteig beliebt, da ein einziger großer Knödel leichter gefertigt werden kann als viele kleine und so mehr Portionen in derselben Zeit zubereitet werden können.

## Geschichte und Tradition

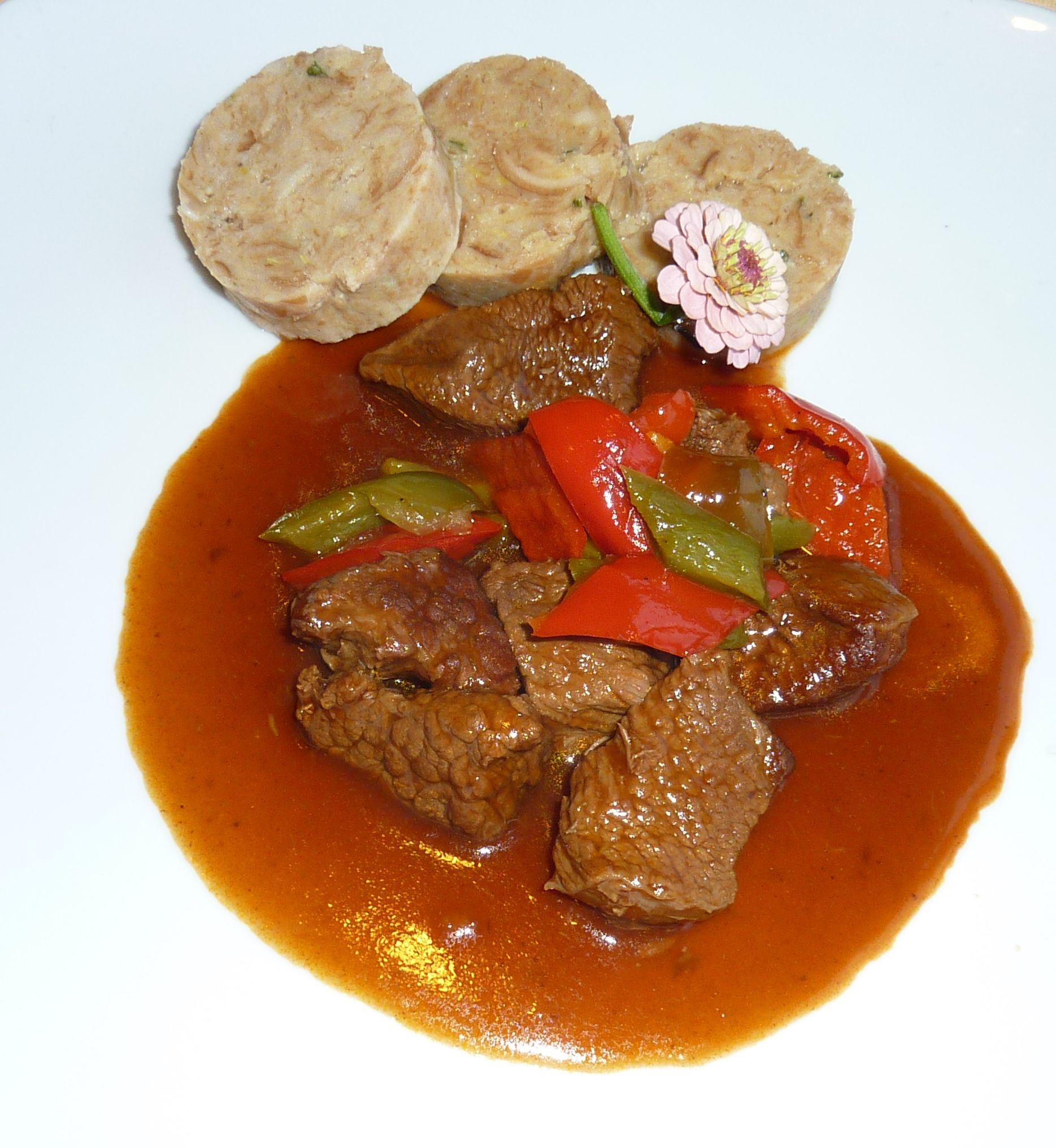
Gulasch mit Paprikagemüse und Serviettenknödel

Wann der Serviettenkloß wo und von wem erfunden wurde, ist nicht bekannt. Bis in die 1930er Jahre war er nur in Thüringen und Oberfranken sowie in der Gegend um Hamburg bekannt.

### Der Serviettenkloß in der norddeutschen Küche
In der Umgebung von Hamburg zählte der Serviettenknödel lange Zeit nur zum Essen des Bürgertums, meist auch nur zu festlichen Anlässen. Etwa in den 1830er Jahren erhielt der Serviettenknödel Einzug in die Küche der einfachen Leute bzw. der Unterschicht. Er wurde dadurch zur alltäglichen Essensbeilage, war aber weiterhin auch bei Festmahlen geschätzt.

### Der Serviettenkloß als Hochzeitsspeise in Thüringen und Oberfranken
Anfang des 18. Jahrhunderts etablierte sich der Serviettenkloß im südlichen Thüringen und Oberfranken als Beilage zu Hochzeitsbraten. Anders als in Norddeutschland wurde er für alltägliche Speisen nicht verwendet. Bei genauerem Betrachten fällt zudem auf, dass es bei der Bedeutung der Serviettenklöße für die traditionelle Küche regionale Unterschiede gab.
In Südwestthüringen handelte es sich beim Servieren der Serviettenklöße um eine neue, „herausragende, auf dieses Festmahl [das einer Hochzeit] beschränkte Besonderheit“, da diese ansonsten bewusst für normale Speisen nicht zubereitet wurden. Hingegen in der Region vom südlichen Vogtland bis zur fränkischen Schweiz war der Serviettenkloß schon vor dem 18. Jahrhundert bekannt und wurde teilweise auch für andere Festmahle wie zur Kirchweih, Kommunion etc. zubereitet. Noch deutlicher war der Unterschied im Gebiet südlich des Mains. Dort wurde er als Beilage bei Hochzeitsgerichten fast ausschließlich zu Sauerbraten gereicht, Kartoffelklöße hingegen vorzugsweise zu Schweinebraten. Dies unterstreicht zudem den Status des Serviettenknödels, da dieser ebenso wie der Sauerbraten gegenüber dem Schweinebraten und Kartoffelkloß die etwas feinere, bessere Speise ist.
Trotz der bis auf in Ostoberfranken eher strengen Regelung, wann Serviettenklöße serviert wurden, und wann nicht, gilt es laut dem Volkskundler Günter Wiegelmann als sicher, dass diese Art von Klößen auch vereinzelt für andere hochfestliche Angelegenheiten aufgetischt wurde. In den folgenden Jahrhunderten lockerte sich diese strenge Speisenregel zusehends, so dass der Serviettenkloß heute in Oberfranken und Südthüringen als normale Beilage zu Sonntagsbraten gereicht wird. Jedoch wird er nicht zu allen Braten gereicht, sondern vorwiegend zu solchen mit einer dickeren Sauce wie Kalbsrahmbraten, Sauerbraten u. ä.